# シャープ・スチュアート
シャープ・スチュアート（英: Sharp Stewart）は、イギリス・マンチェスターに所在していた機関車製造メーカーである。トーマス・シャープ（Thomas Sharp）とリチャード・ロバーツ（Richard Roberts）が1828年に織物機械と機械工具を生産するためにアトラス工場（Atlas Works）を開設した時には、シャープ・ロバーツ・アンド・カンパニー（Sharp, Roberts and Company）という名前であった。

## 初期の機関車
当初はいくつかの定置式蒸気機関を製造していたが、1833年にリバプール・アンド・マンチェスター鉄道向けの蒸気機関車、エクスペリメント号（Experiment）を製造した。この機関車は車軸配置2-2-0（日本国鉄式: 1A）で、先輪の上に垂直にシリンダーを取り付けていた。多くの改良を経た後、3両の似たような形式の機関車がダブリン・アンド・キングスタウン鉄道（Dublin and Kingstown Railway）向けに製造された。これらの機関車はかなり速かったが、その速度では脱線しがちであった。
新しい車軸配置2-2-2（日本国鉄式: 1A1）で、内側に水平のシリンダーを煙室の下に備え、クランク軸を支えるベアリングを追加した設計の機関車が製造された。1837年から1857年にかけてこのような機関車がおよそ600両ほど製造された。このうち初期の10両はグランド・ジャンクション鉄道（Grand Junction Railway）へ販売され、ベリー（Bury）製機関車と並んでシャーピーズ（Sharpies）と呼ばれて標準となった。

## シャープ・ブラザーズ
1843年、ロバーツは会社を離れ、会社はシャープ・ブラザーズ（Sharp Brothers）となった。1851年から1852年にかけて、ロンドン・アンド・ノース・ウェスタン鉄道（London and North Western Railway）向けに、ウルバートン工場（Wolverton railway works）からの下請けでエドワード・マッコネル（Edward McConnell）設計の20両の機関車を製造し、ブルーマーズ（Bloomers）と呼ばれた。

## シャープ・スチュアート
1852年に年長のジョン・シャープ（John Sharp）が引退し、チャールズ・パトリック・スチュアート（Charles Patric Steward）が就任して、シャープ・スチュアート・アンド・カンパニー（Sharp Steward and Company）に社名変更された。トーマス・シャープも引退し、スティーブン・ロビンソン（Stephen Robinson）に引き継がれた。1860年に、アンリ・ジファール（Henri Giffard）のインジェクタの特許の独占権を取得した。1864年には有限責任の法人となった。
ファーネス鉄道（Furness Railway）向けに軸配置0-4-0（日本国鉄式: B）のテンダー機関車を多数製造し、そのうち1863年に製造されたNo. 20はカンブリアにある保存鉄道のレイクサイド・アンド・ヘイバースウェイト鉄道（Lakeside and Haverthwaite Railway）でレストアされて稼動している。1862年からさらに大きな機関車を製造開始し、まずグレート・インディアン・ペニンシュラ鉄道（Great Indian Peninsular Railway）向けの軸配置4-6-0（日本国鉄式: 2C）のサドルタンク機を製造している。1865年には軸配置0-8-0（日本国鉄式: D）の機関車をやはりインド向けに製造している。
会社では真鍮やそのほかの金物、機械道具なども製造しており、移転が必要となって1888年に行われた。グラスゴーにあるクライド機関車工場（Clyde Locomotive Works）を買収してそこへ移転し、その工場をアトラス工場と改名した。
軸配置4-4-0（日本国鉄式: 2B）、2-8-0（日本国鉄式: 1D）のアルゼンチン・セントラル鉄道（Argentine Central Railway）向け複式機関車を1889年に複数製造した。また1892年にミッドランド鉄道（Midland Railway）から75両の軸配置4-4-0、0-6-0（日本国鉄式: C）を受注した。この頃、多数の軸配置4-6-0（日本国鉄式: 2C）の機関車を海外の鉄道向けに製造していたが、1894年に初めてイギリス国内向けとして、ハイランド鉄道（Highland Railway）のジョーンズ・グッズ（Jones Goods）を受注した。19世紀終わりまでに、国内、国外共に多数の機関車を販売していた。

## ノース・ブリティッシュ・ロコモティブ
1903年までに、シャープ・スチュアート社は5000両以上の機関車を製造していたが、この年ニールソン社、ダブス社と合併してノース・ブリティッシュ・ロコモティブ社となった。

## 日本との関わり
シャープ・スチュアートは、1872年の日本の鉄道開業時に導入された蒸気機関車10両のうち4両（後の鉄道院160形）を供給している。使用成績は良好で、開業記念式典で運転されたお召し列車牽引の栄誉に浴するとともに、1874年には2両が増備されている。さらに、阪神間鉄道の開業の際には、日本初のテンダー機関車（後の鉄道院5000形）を供給している。また、日本で3番目の鉄道である官営釜石鉄道の開業時にもサドルタンク機関車を3両供給している。
その後、明治時代を通じて官設鉄道や日本鉄道などの私設鉄道に機関車を大量に供給しているが、シャープ・スチュアート独自設計のものは少なく、多くは他社製品と同じ仕様書により製造されたものである。